# Barran
Barran (en francès Barran) és un municipi francès situat al departament del Gers i a la regió d'Occitània.

## Geografia

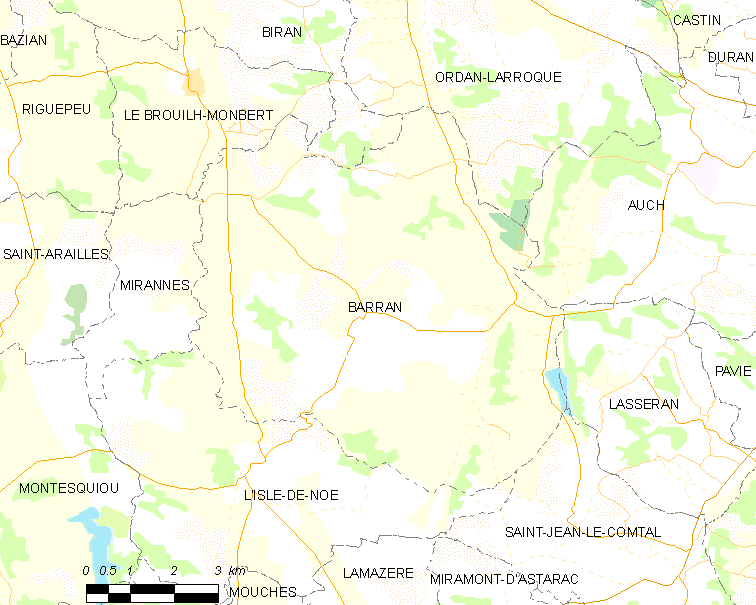
Mapa de la comuna de Barran

## Administració i política

### Alcaldes
| Període   | Identitat         | Partit        |
| --------- | ----------------- | ------------- |
| 1931-1957 | Gontrand Demandes |               |
| 1957-1971 | Gontrand Duffort  |               |
| 1971-1995 | Celse Lustri      |               |
| 1995-2001 | Camille Ducay     |               |
| 2001-     | Paul Fourès       | Divers droite |

## Demografia
| 1962                                       | 1968 | 1975 | 1982 | 1990 | 1999 | 2006 |
| ------------------------------------------ | ---- | ---- | ---- | ---- | ---- | ---- |
| 741                                        | 801  | 660  | 653  | 618  | 671  | 712  |
| Des de 1962: població sense dobles comptes |      |      |      |      |      |      |